# Liste des cathédrales du Mato Grosso
Cet article recense les cathédrales du Mato Grosso au Brésil.

## Généralités
Du point de vue de l'Église catholique, l'État du Mato Grosso est administré par un archidiocèse, sept diocèses et une prélature territoriale : on y compte neuf cathédrales et deux cocathédrales.

## Liste

### Cathédrales
| Édifice                          | Ville                 | Juridiction                         | Notes             | Coordonnées                        | Illus. |
| -------------------------------- | --------------------- | ----------------------------------- | ----------------- | ---------------------------------- | ------ |
| Notre-Dame-du-Guide (id)         | Barra do Garças       | Barra do Garças (pt)                |                   | 15° 53′ 19″ sud, 52° 16′ 01″ ouest |        |
| Saint-Louis-de-France (arz)      | Cáceres               | São Luiz de Cáceres (pt)            |                   | 16° 03′ 53″ sud, 57° 41′ 12″ ouest |        |
| Seigneur-Bon-Jésus (id)          | Cuiabá                | Cuiabá                              | Basilique mineure | 15° 35′ 51″ sud, 56° 05′ 46″ ouest |        |
| Immaculée-Conception (id)        | Diamantino            | Diamantino                          |                   | 14° 24′ 13″ sud, 56° 25′ 26″ ouest |        |
| Sacré-Cœur (id)                  | Juína                 | Juína (pt)                          |                   | 11° 25′ 06″ sud, 58° 45′ 19″ ouest |        |
| Saint-Christophe (id)            | Primavera do Leste    | Primavera do Leste–Paranatinga (pt) |                   | 15° 33′ 25″ sud, 54° 17′ 58″ ouest |        |
| Sainte-Croix (id)                | Rondonóplis           | Rondonópolis–Guiratinga (pt)        |                   | 16° 27′ 38″ sud, 54° 38′ 09″ ouest |        |
| Notre-Damme-de-l'Assomption (id) | São Félix do Araguaia | São Félix                           |                   | 11° 36′ 59″ sud, 50° 40′ 07″ ouest |        |
| Sacré-Cœur (id)                  | Sinop                 | Sinop (pt)                          |                   | 11° 51′ 14″ sud, 55° 30′ 43″ ouest |        |

### Cocathédrales
| Édifice                    | Ville       | Juridiction                         | Coordonnées                        | Illus. |
| -------------------------- | ----------- | ----------------------------------- | ---------------------------------- | ------ |
| Saint-Jean-Baptiste (id)   | Guiratinga  | Rondonópolis–Guiratinga (pt)        | 16° 20′ 55″ sud, 53° 45′ 32″ ouest |        |
| Saint-François-Xavier (id) | Paranatinga | Primavera do Leste–Paranatinga (pt) | 14° 25′ 52″ sud, 54° 03′ 06″ ouest |        |